# Nokia 5200
El Nokia 5200 es un teléfono móvil de Nokia anunciado el 17 de febrero de 2006 y lanzado en septiembre de ese mismo año, con la principal función de un móvil con reproductor de MP3, posee una cámara VGA con resolución máxima de 640x480 pixeles, zoom de 4x y grabación de video en formato 3gp. Además tiene una pantalla CSTN de 128x160 pixeles.
Está disponible en tres combinaciones de colores: rojo con blanco, azul con blanco, y gris con blanco. La duración de su batería es de 3,1 horas conversando y de 260 horas en modo stand by. Tiene altavoz integrado y cuenta con varios idiomas (turco, holandés, catalán, portugués, español, italiano, francés, alemán, inglés, euskera).
Su predecesor es el Nokia 3220 y su sucesor es el Nokia 5300. Dejó de fabricarse a finales del 2010.

## Comunicaciones
Este teléfono móvil  cuenta con GPRS TriBanda GSM, comunicación por paquetes de datos(GPRS), mensajes de texto (SMS), mensajes multimedia (MMS), puerto infrarrojo (Irda) y Bluetooth con reglamentaciones 2.0.

## Conectividad
Se puede conectar vía cable Mini-USB, Infrarrojo o Bluetooth al PC con el programa Nokia PC Suite o sin el mismo, utilizando el Windows Explorer (en el caso del sistema operativo Windows) como administrador de archivos del teléfono móvil y además directamente a la impresora mediante PictBridge (mismo mini-USB) o Bluetooth para imprimir las fotos o imágenes guardas de forma directa sin PC. 
Además, como en la mayoría de los teléfonos móviles de su época, se pueden enviar archivos con Puerto Infrarrojo, Bluetooth o simplemente con MMS. No cuenta con 3G ni WiFi.
también algunos traen un programa que se llama sensor se trata de crear un folio y otras personas pueden descargarlo y entre varias personas se puede hablar por bluetooth.
Este celular puede abrir imágenes de extensión .jpg, .gif, .png, .bmp, y .dib. Video en .3gp, .3gpp, .mp4. Y de Audio como .amr, .wmv, .wma, mxmf, .mp3, .aac, .aac+, .aac+ Mejorado, .mid, .midi y .3gpp.

## Memoria
La memoria del contactos permite 1000 agendados más la tarjeta SIM (aproximadamente , 250 contactos).
La memoria para datos (archivos mp3,jpeg, etc) se puede expandir  mediante una tarjeta de memoria MicroSD de hasta 2GB y el teléfono Móvil incluye, internamente, una memoria de 5MB y una tarjeta de memoria de 256MB.
La salida de audio es de 2.5 mm , es compatible con los auriculares originales de Nokia y también con un adaptador de 2.5 mm a 3.5 mm, los controles "+" y "-" sirven, en el caso del reproductor , para subir o bajar el volumen de la canción que se esté escuchando y en caso de la cámara sirve para hacer zoom.

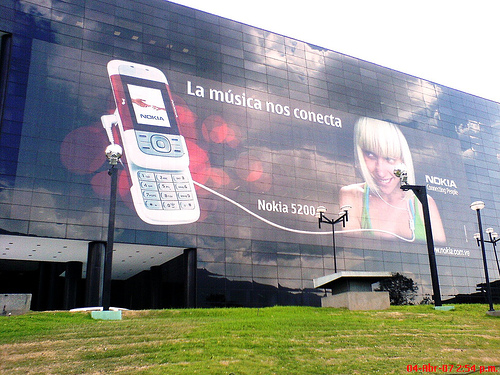
Publicidad del Nokia 5200

## Accesorios oficiales
- Auriculares Musicales
- Equipo Auricular Bluetooth A2DP Nokia
- Cargador Rápido
- Tarjeta de memoria de 256mb o 512mb MicroSD
- Nokia PC Suite

```
 
Wikimedia Commons
 alberga una galería multimedia sobre 
Nokia 5200
.
```

- Nokia 5200
- Comunidad con contenidos y trucos para el Nokia 5200

- Datos: Q594246
- Multimedia: Nokia 5200 / Q594246